# Hugo Chávez
Hugo Rafael Chávez Frías (phát âm tiếng Tây Ban Nha: [ˈuɣo rafaˈel ˈtʃaβes ˈfɾi.as]; 28 tháng 7 năm 1954 – 5 tháng 3 năm 2013) là Tổng thống Venezuela từ năm 1999 cho đến khi qua đời vào năm 2013. Ông từng là lãnh đạo của Chính đảng Phong trào Đệ ngũ Cộng hòa từ khi tổ chức này được thành lập vào năm 1997 cho đến khi nó giải thể, đồng thời ông trở thành lãnh đạo của Đảng Xã hội Chủ nghĩa Thống nhất Venezuela (PSUV). Tuân theo ý thức hệ chính trị chủ nghĩa Bolivar và "chủ nghĩa Xã hội thế kỷ 21" của mình, ông tập trung vào việc thực hiện các cải cách xã hội chủ nghĩa ở trong nước, xem chúng là một phần của một kế hoạch xã hội được gọi là cách mạng Bolivar, xây dựng một bản hiến pháp mới, các hội đồng Tham dự dân chủ chủ nghĩa, quốc hữu hóa một số ngành công nghiệp then chốt, tăng chi tiêu của chính phủ cho lĩnh vực chăm sóc sức khỏe và giáo dục, giảm đáng kể tỷ lệ đói nghèo theo số liệu của chính phủ.
Hugo Chávez mô tả chính sách của ông là chủ nghĩa phản đế quốc, ông lớn tiếng chỉ trích chủ nghĩa tân tự do và chủ nghĩa tư bản tự do kinh doanh. Nói theo một cách tổng quát hơn, Hugo Chávez là một đối thủ nổi bật với chính sách đối ngoại của Hoa Kỳ. Ông thiết lập liên minh mạnh mẽ với các chính phủ cộng sản của Fidel Castro và sau đó là Raúl Castro tại Cuba và các chính phủ xã hội của Evo Morales tại Bolivia, Rafael Correa tại Ecuador và Daniel Ortega tại Nicaragua, nhiệm kỳ tổng thống của ông được nhìn nhận là một bộ phận của "trào lưu cách tả" xã hội chủ nghĩa đang có tác động sâu rộng đến Mỹ La tinh. Ông ủng hộ hợp tác Mỹ Latinh và Caribe và xem đây là phương tiện để thiết lập các tổ chức liên khu vực như Liên minh các Quốc gia Nam Mỹ, Liên minh Bolivar cho châu Mỹ, và Ngân hàng Phương Nam, và hệ thống truyền hình khu vực TeleSur.

## Cuộc sống ban đầu

### Thời thơ ấu
Hugo Chávez sinh vào ngày 28 tháng 7 năm 1954 tại nhà người bà nội Rosa Inéz Chávez, một ngôi nhà ba phòng nằm ở ngôi làng Sabaneta, bang Barinas. Gia đình Chávez có nguồn gốc từ thổ dân châu Mỹ, người Venezuela gốc Phi, và người Tây Ban Nha. Phụ mẫu của ông, Hugo de los Reyes Chávez và Elena Frías de Chávez, là thầy cô giáo thuộc tầng lớp hạ trung lưu, sống tại ngôi làng nhỏ Los Rastrojos. Hugo Chávez là người con thứ hai trong số 7 người con, trong đó người anh cả là Adán Chávez. Hai vợ chồng sống trong cảnh nghèo khó, vì thế họ đã gửi Hugo Chávez và Adán Adán Chávez đến ở với bà nội, về sau Hugo Chávez mô tả bà nội của ông là "một con người đức hạnh..." Bà là một tín hữu Công giáo La Mã mộ đạo, và Hugo Chávez là một lễ sinh tại một nhà thờ địa phương. Hugo Chávez mô tả thời thơ ấu của ông là "nghèo túng...rất hạnh phúc", và đã trải qua "địa vị thấp kém, cảnh bần cùng, sự đau khổ, đôi khi không có bất kỳ thứ gì để ăn", và "sự bất công của thế giới này."
Hugo Chávez nhập học tại trường tiểu học Julián Pino, các sở thích của ông khi đó bao gồm vẽ, bóng chày và lịch sử. Ông đặc biệt quan tâm đến vị tướng liên bang chủ nghĩa Ezequiel Zamora, kị của ông đã phục vụ trong đội quân dưới sự chỉ huy của vị tướng này. Vào giữa thập niên 1960, Hugo Chávez cùng các anh em và bà chuyển đến thành phố Barinas để những cậu bé có thể theo học tại trường trung học Daniel O'Leary, trường trung học duy nhất tại bang vào thời điểm đó.

### Học viện quân sự: 1971–1975
Năm 17 tuổi, Hugo Chávez đã quyết định theo học tại Học viện Khoa học Quân sự Venezuela ở Caracas. Tại trường, ông là một thành viên trong lớp học đầu tiên trong Kế hoạch Andrés Bello, một chương trình giảng dạy được tái cơ cấu. Kế hoạch này do một nhóm các sĩ quan cấp tiến, dân tộc chủ nghĩa xây dựng nên, họ tin rằng sự thay đổi đó là cần thiết cho quân đội. Chương trình giảng dạy mới này khuyến khích sinh viên không chỉ học các thông lệ và chiến thuật quân sự mà còn học các chủ đề khác rộng lớn hơn, và đưa các giáo sư dân sự từ các trường đại học khác đến thuyết giảng cho các học viên quân sự. Khi sống tại Caracas, ông đã chứng kiến nhiều cảnh bần cùng- đặc trưng của tầng lớp lao động Venezuela, đôi khi gặp phải những cảnh ông đã từng trải qua khi lớn lên, và ông xác nhận rằng sự từng trải này chỉ khiến ông quyết tâm hơn để đạt được công bằng xã hội. Ông cũng bắt đầu tham gia vào các hoạt động địa phương bên ngoài trường quân sự, chơi cả bóng chày và bóng mềm cùng đội Criollitos de Venezuela, cùng đội tiến vào Giải Vô địch Bóng chày Quốc gia Venezuela. Các sở thích khác mà ông thực hiện vào thời gian đó bao gồm làm thơ, viết truyện và kịch bản sân khấu, hội họa và nghiên cứu cuộc đời và tư tưởng chính trị của nhà cách mạng thế kỷ 19 Simón Bolívar. Ông cũng trở nên quan tâm đến nhà cách mạng Marxist Che Guevara sau khi đọc được cuốn tự truyện Nhật ký của Che Guevara, song ông cũng đọc các cuốn sách về nhiều nhân vật đa dạng khác.
Năm 1974, ông được chọn làm một đại biểu đi dự lễ kỷ niệm 150 năm diễn ra trận Ayacucho tại Peru, một cuộc xung đột mà trong đó trung úy Antonio José de Sucre của Simon Bolívar đã đánh bại quân bảo hoàng trong chiến tranh giành độc lập Peru. Tại Peru, Chávez đã nghe được phát biểu của vị Tổng thống cánh tả Peru- Tướng Juan Velasco Alvarado (1910–1977), và được truyền cảm hứng từ ý tưởng của Velasco rằng quân đội phải hành động vì lợi ích của các tầng lớp lao động khi giai cấp thống trị tham nhũng, ông "ôm lấy các quyển sách [Velasco viết], thậm chí ghi nhớ gần như hoàn toàn một số lời nói." Ông kết bạn với công tử của Tổng thống Panama Omar Torrijos- một vị tướng cánh tả khác, Hugo Chávez sau đó đến thăm Panama và gặp Torrijos tại đây, Hugo Chávez thấy ấn tượng với chương trình cải cách ruộng đất nhằm giúp ích cho nông dân của vị Tổng thống này. Chịu ảnh hưởng lớn từ cả Torrijos và Velasco, ông nhận thấy tiềm năng về việc các tướng lĩnh quân sự giành quyền kiểm soát một chính phủ khi những nhà cầm quyền dân sự được nhìn nhận là chỉ quan tâm phục vụ lợi ích của các tầng lớp trên giàu có. Tuy nhiên, trái ngược với các tổng thống quân sự như Torrijos và Velasco, Hugo Chávez hết sức phê phán Augusto Pinochet, vị tướng cánh hữu khi đó vừa đoạt lấy quyền kiểm soát Chile với sự trợ giúp của CIA. Hugo Chávez sau này thuật lại rằng "Với Torrijos, tôi trở thành một người theo chủ nghĩa Torrijos. Với Velasco, tôi trở thành một người theo chủ nghĩa Velasco. Và với Pinochet, tôi trở thành một người theo chủ nghĩa chống Pinochet." Năm 1975, Hugo Chávez tốt nghiệp học viện quân sự, được đánh giá là một trong những cử nhân hàng đầu của khóa (xếp thứ 8 trên 75).

### Sự nghiệp quân sự ban đầu: 1976–1981
Sau khi tốt nghiệp, Hugo Chávez được phân công làm một sĩ quan thông tin tại một đơn vị chống phản loạn tại Barinas, song hoạt động nổi dậy Marxist-Leninist đã bị tiệt trừ khỏi bang này từ trước đó, đơn vị của Hugo Chávez vì thế có nhiều thời gian rảnh rỗi. Hugo Chávez chơi trong một đội bóng chày địa phương, viết một mục cho báo địa phương, tổ chức trò chơi bingo và làm người đánh giá tại các cuộc thi sắc đẹp. Ở một thời điểm, ông đã tìm thấy trong một chiếc ô tô bỏ hoang bị bắn thủng lỗ chỗ có cất giấu tài liệu Marxist và có vẻ như nó thuộc về quân nổi dậy nhiều năm trước. Ông đã đi vào để đọc những cuốn sách này, có cuốn đề tựa các thuyết gia nổi tiếng như Karl Marx, Vladimir Lenin và Mao Trạch Đông, song ông thích nhất là một tác phẩm có đầu đề Thời giờ của Ezequiel Zamora , viết về vị tướng liên bang chủ nghĩa thế kỷ 19 mà ông hằng ngưỡng mộ khi còn là một đứa trẻ. Những quyển sách này tiếp tục thuyết phục Hugo Chávez về sự cần thiết của một chính phủ cánh tả tại Venezuela, sau đó ông bình luận rằng "Khi tôi 21 hay 22, tôi đã tự biến mình thành một người cánh tả."
Năm 1977, đơn vị của Hugo Chávez chuyển đến đóng quân tại Anzoátegui, ở đó họ tham gia chiến đấu với Đảng Cờ Đỏ, một nhóm nổi dậy Marxist-Hoxhaist. Sau khi can thiệp để ngăn chặn những người lính khác đánh đập một phần tử bị cáo buộc là quân nổi dậy, Hugo Chávez bắt đầu có những có những ngờ vực về quân đội và các phương pháp mà họ dùng trong tra khảo. Đồng thời, ông ngày càng chỉ trích tham nhũng trong cả quân đội và chính phủ dân sự, trở nên tin tưởng rằng mặc dù sự giàu có đến từ nguồn tài nguyên dầu mỏ của đất nước, song quần chúng nghèo khổ của Venezuela đã không nhận phần của họ, điều mà ông cảm thấy vốn đã phi dân chủ. Do đó, ông bắt đầu có cảm tình với Đảng Cờ Đỏ và động cơ của họ, song không phải với phương pháp bạo lực của họ.
Năm 1977, ông thành lập một phong trào cách mạng bên trong các lực lượng vũ trang, với hy vọng rằng vào một ngày nào đó ông có thể đem đến một chính phủ cánh tả cho Venezuela: Quân Giải phóng Nhân dân Venezuela (Ejército de Liberación del Pueblo de Venezuela, hay ELPV), là một chi bộ bí mật một trong lực lượng quân sự và gồm có ông cùng một số ít đồng đội của ông. Mặc dù biết rằng mình muốn một con đường trung dung giữa các chính sách cánh hữu của chính phủ và lập trường cực tả của Đảng Cờ Đỏ, song họ đã không có bất kỳ kế hoạch hành động nào trong thời gian này. Tuy thế, do hy vọng có thể đạt được một liên minh với các nhóm cánh tả dân sự tại Venezuela, Hugo Chávez sau đó đã bí mật gặp gỡ nhiều nhân vật Marxist nổi bật khác nhau, bao gồm Alfredo Maneiro- người sáng lập Chính nghĩa Cấp tiến (La Causa Radical) và Douglas Bravo, mặc dù có rất nhiều khác biệt chính trị giữa họ. Vào lúc này, Hugo Chávez kết hôn với một phụ nữ thuộc tầng lớp lao động tên là Nancy Colmenares, hai người sau đó có ba người con: Rosa Virginia (sinh tháng 9 năm 1978), Maria Gabriela (sinh tháng 3 năm 1980) và Hugo Rafael (sinh tháng 10 năm 1983).

## Giai đoạn trước đảo chính
Chávez, một sĩ quan, thành lập Phong trào Cộng hòa thứ 5 phái tả sau khi âm mưu đảo chính cựu tổng thống Carlos Andrés Pérez không thành công năm 1992. Ông được bầu làm tổng thống năm 1998 vì hứa giúp đa số nghèo ở Venezuela, và được bầu lại năm 2000 và 2006. Trong nước, ông thành lập các Công tác Bolivar (Missión Bolivar) có mục đích chống lại dịch bệnh, nạn mù chữ, sự kém dinh dưỡng, nghèo khổ, và những tệ nạn xã hội khác. Ngoài nước, ông chống lại Đồng thuận Washington (Washington Consensus) dùng mô hình phát triển kinh tế khác, và chủ trương về sự hợp tác giữa các quốc gia nghèo nhất trên thế giới, nhất là những nước nghèo ở Mỹ Latinh.
Các cải cách của Chávez gây ra nhiều tranh cãi ở quốc nội lẫn quốc ngoại: kể cả các chỉ trích lẫn khen ngợi. Có người Venezuela cho rằng ông trao thêm quyền cho người nghèo và phát triển kinh tế, nhưng có người cho rằng ông chuyên quyền và quản lý kinh tế theo một cách tồi tệ. Một số chính phủ, như là Hoa Kỳ, nghĩ Chávez đe dọa làm giá dầu tăng lên và làm vùng mất ổn định, trong khi một số nước khác, như là Brasil, Cuba, và Argentina, hoan nghênh các thỏa thuận trợ cấp chung. Theo những người phản đối, Hugo Chavez là một người độc tài, không đếm xỉa đến quá trình dân chủ, thâu tóm quyền lực chính trị và kinh tế vào tay nhà nước, quân sự hóa chính trị.

## Đảo chính năm 2002

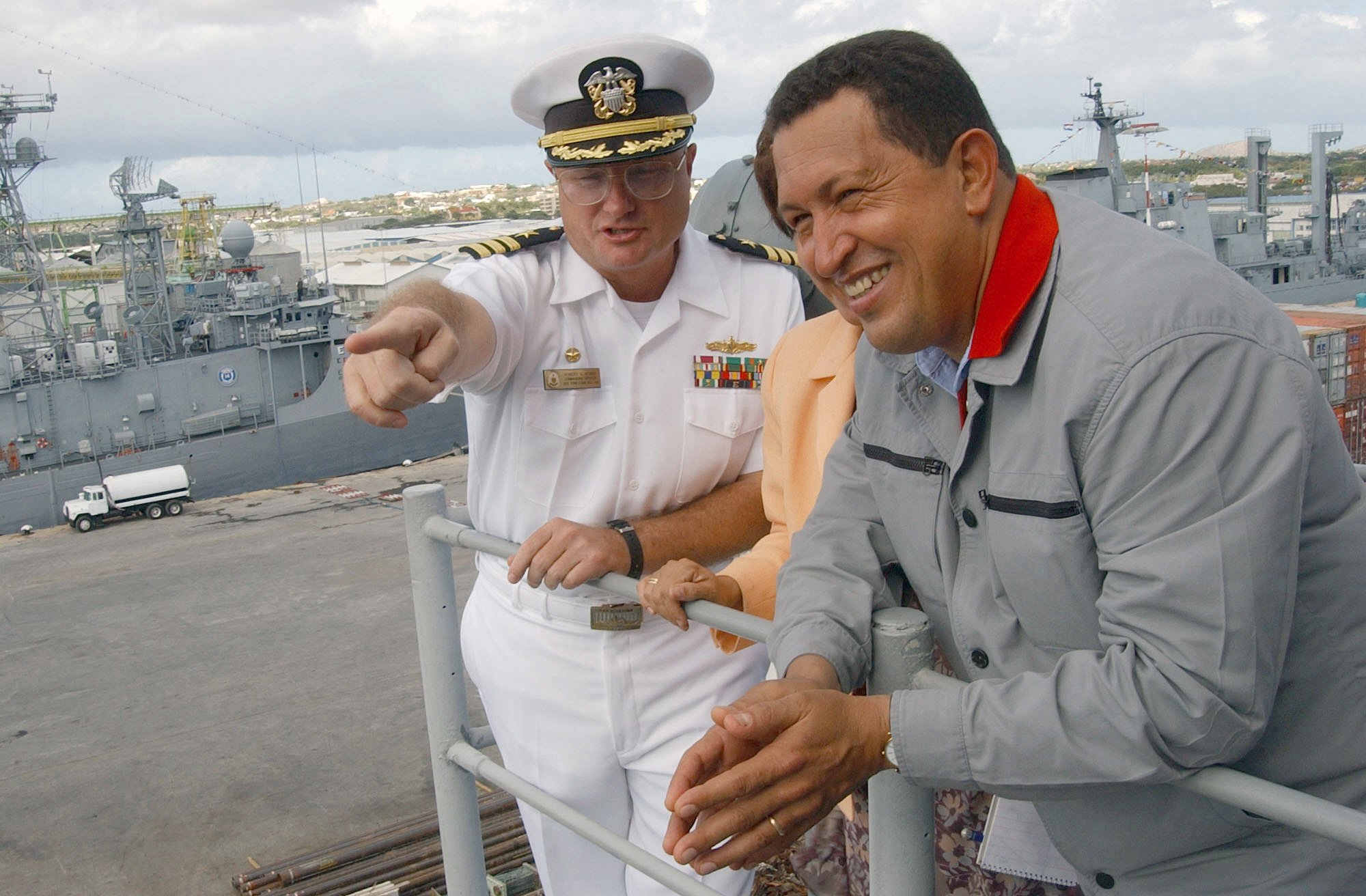
Hugo Chávez đến thăm Mỹ năm 2002

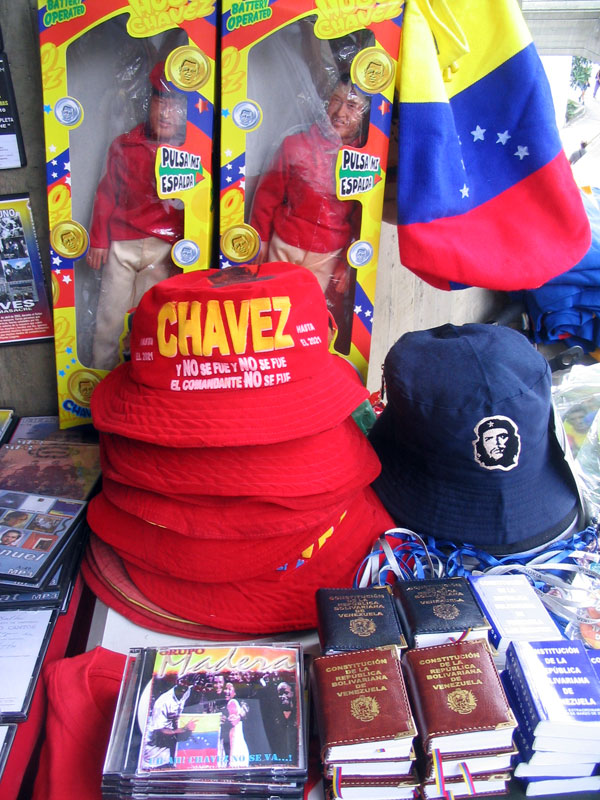
Sản phẩm quà lưu niệm mang tính Bolivar hóa ở Venezuela, năm 2006

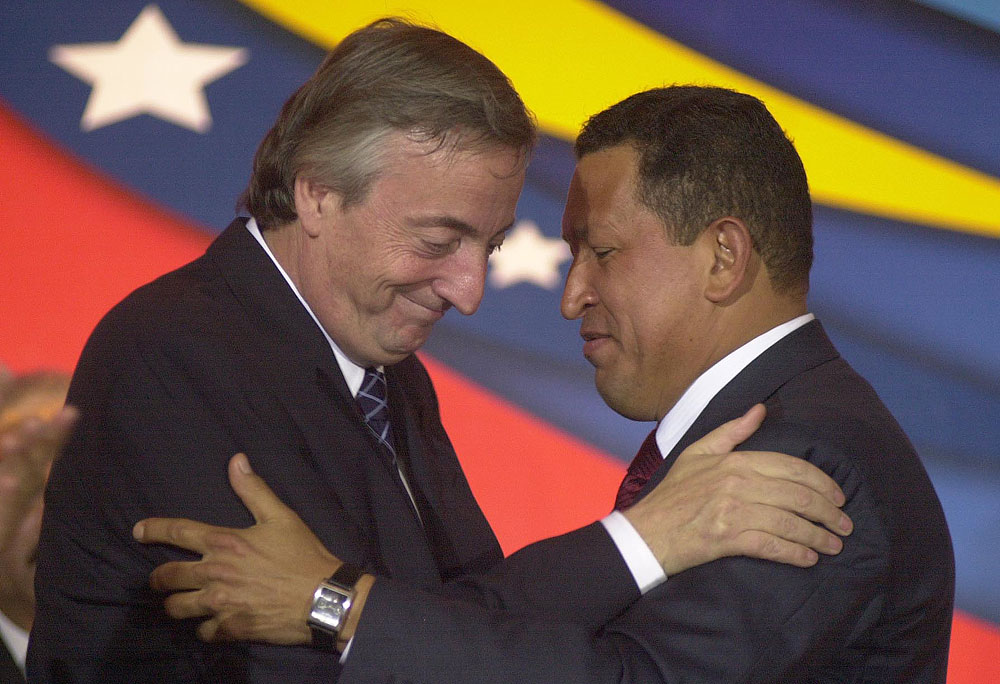
Cựu thổng thống Argentina Néstor Kirchner (bên trái) và Hugo Chávez

Tháng 4/2002, Phòng Doanh nghiệp Fedecamaras cùng với liên đoàn lao động CTV đã kêu gọi một cuộc xuống đường để phản đối khả năng điều hành kinh tế yếu kém của Hugo Chavez. Lần biểu tình đó đã dẫn tới một cuộc đảo chính lật đổ thành công Hugo Chavez, đưa ông Pedro Carmona lên làm nhà lãnh đạo mới của Venezuela. Đã xảy ra nổ súng vào một đám đông biểu tình khiến cho các tướng lĩnh đổ lỗi cho Chavez và yêu cầu ông phải từ chức, dù thực tế ai là hung thủ của vụ nổ súng thì đến nay vẫn chưa rõ. Ngay sau đó, chia rẽ xuất hiện trong liên minh tân chính phủ và tướng Efrain Vasques - tư lệnh lục quân Venezuela đưa Chavez trở lại nắm quyền. Một đồng minh lâu năm của ông Chavez, William Farinas, đã gọi điện cho những người đứng đầu đảo chính, cả quân sự và dân sự: "Tôi quen họ cả. Khi nghe giọng nói của họ, tôi nhận ra họ đang sợ hãi và không biết phải làm gì. Họ không có kinh nghiệm điều hành chính quyền", ông kể lại. 
Cuộc đảo chính cho thấy Hugo Chavez đã để mất đi nhiều sự ủng hộ của người dân. Phe đối lập cáo buộc ông đã không diệt trừ được tham nhũng. Họ cho rằng việc ông đưa lực lượng vũ trang vào "tiến trình phát triển tự do" và cho những nhân vật quân sự quản lý bộ máy ngân sách cồng kềnh, ông Chavez đã tạo điều kiện cho tham nhũng lan rộng ngay trong giới quân sự. Cải cách tư pháp thì chưa đâu vào đâu. Các thể chế mới không đem lại điều gì ngoài việc đẻ ra một loạt chức sắc bất tài do ông chỉ định. Đường lối kinh tế khiến cho Venezuela càng phụ thuộc hơn nhiều vào dầu mỏ và đưa tới một loạt chính sách thắt lưng buộc bụng. Giá trị đồng tiền giảm đáng kể cũng là một hậu quả của việc này.
Tháng 10/2002, hàng triệu người Venezuela thuộc mọi tầng lớp đổ xuống diễu hành trên các con đường thủ đô Caracas, hô vang khẩu hiệu: "Biểu tình!", "Không lùi bước" chống lại Hugo Chavez. Lời hiệu triệu của những người biểu tình ngay lập tức nhận được sự hưởng ứng của các tổ chức công đoàn và nghiệp đoàn lớn nhất đất nước, như Liên đoàn Công nhân Venezuela hay Phòng Doanh nghiệp Fedecamaras. Chính phủ đã triển khai binh sĩ và lực lượng an ninh khắp Caracas, để chặn người biểu tình phản đối trên đại lộ 6 làn đường Libertador.
Tuy nhiên, dù các chính sách của Chavez làm phật lòng nhiều người, số người vẫn ủng hộ ông cũng không phải ít. Những người ủng hộ Chavez còn tổ chức phản đối trên đường phố. Lực lượng đảo chính cuối cùng đã thất bại, khi họ không giành được sự ủng hộ của số đông người dân cũng như các nước láng giềng. Các quốc gia Mỹ Latinh đều lên án đảo chính. Chỉ hai ngày sau khi chiếm được dinh Tổng thống, các phe phái chống ông Chavez lại phải trốn khỏi nơi này. Vài giờ sau, Chavez được đưa bằng trực thăng quay trở lại lâu đài Miraflores. Cả giới quân sự lẫn ông Hugo Chavez đều thu được những bài học quý giá từ chuỗi sự kiện này. Quân đội Venezuela nhận ra rằng họ đã quá xem nhẹ sự ủng hộ của dân chúng đối với Chavez. Còn với Tổng thống Chavez, ngay sau khi tái nắm quyền, thay vì tìm cách trả thù phe đối lập, ông lên tiếng kêu gọi hòa giải.
Ông Chavez nói rằng chính Fidel Castro của Cuba là người cố vấn cho ông về chính trị khiến cho những người chỉ trích ông phải lo ngại. Những người này đã cho rằng Chavez đưa đất nước theo con đường độc đảng kiểu Cuba. Bất chấp các chỉ trích, ông vẫn vượt qua cuộc bầu cử Tổng thống năm 2006 và tiếp tục nắm quyền thêm 1 nhiệm kỳ nữa.
Ông phản đối việc phụ nữ nâng ngực  và phản đối ngành công nghiệp sắc đẹp

## Những vấn đề trong nhiệm kỳ thứ 2
Ngày 7 tháng 1/2009, Ngân hàng Trung ương Venezuela cho biết tỷ lệ lạm phát đã tăng 25,1% trong năm 2009. Đây là tỷ lệ lạm phát cao nhất tại khu vực châu Mỹ. Tuy nhiên mức lạm phát này vẫn không bằng mức lạm phát 30,9% của năm 2008. Mức lạm phát của Venezuela cao hơn rất nhiều nước cũng thường hay bị lạm phát rất cao như là Argentina. Trong khi cùng bị khủng hoảng kinh tế như Venezuela nhưng tỷ lệ lạm phát của Argentina chỉ từ 7-15% năm 2009.
Người tiêu dùng Venezuela cho việc đi chợ mua sắm ngày càng khó khăn. Theo họ thì "Có rất ít hàng hóa giảm giá, và điều này là không đủ. Dù ngân sách của bạn có bao nhiêu tiền thì mọi việc mua sắm vẫn khó khăn. Tôi không biết làm thế nào mà những người nghèo có thể có đủ lương thực và cũng không biết họ sẽ làm thế nào."
Hugo Chavez đêm ngày 8/1 đã tuyên bố phá giá đồng Bolivar của Venezuela khiến tỷ giá của đồng nội tệ giảm còn một nửa so với USD. Trước đây, Hugo Chavez vẫn liên tục phủ nhận chuyện Chính phủ của ông có thể phá giá đồng tiền. Tuy nhiên kinh tế Venezuela đã giảm 2,9% trong năm 2009 gây ra những áp lực về tài chính buộc ông phải đi tới quyết định phá giá đồng tiền.
Các chương trình trợ cấp của Chavez như duy trì giá xăng ở mức dưới 0,1 USD/gallon (tương đương hơn 500 VND/lít), đang làm các nguồn tài nguyên của Venezuela dần cạn kiệt trong khi các doanh nghiệp tư nhân không dám tăng mức đầu tư do lo ngại về những vụ quốc hữu hóa và sung công thường hay xảy ra bất ngờ thời Chavez khiến nền kinh tế càng thêm khó khăn giữa lúc tốc độ tăng trưởng trì trệ mà tỷ lệ lạm phát lại cao.

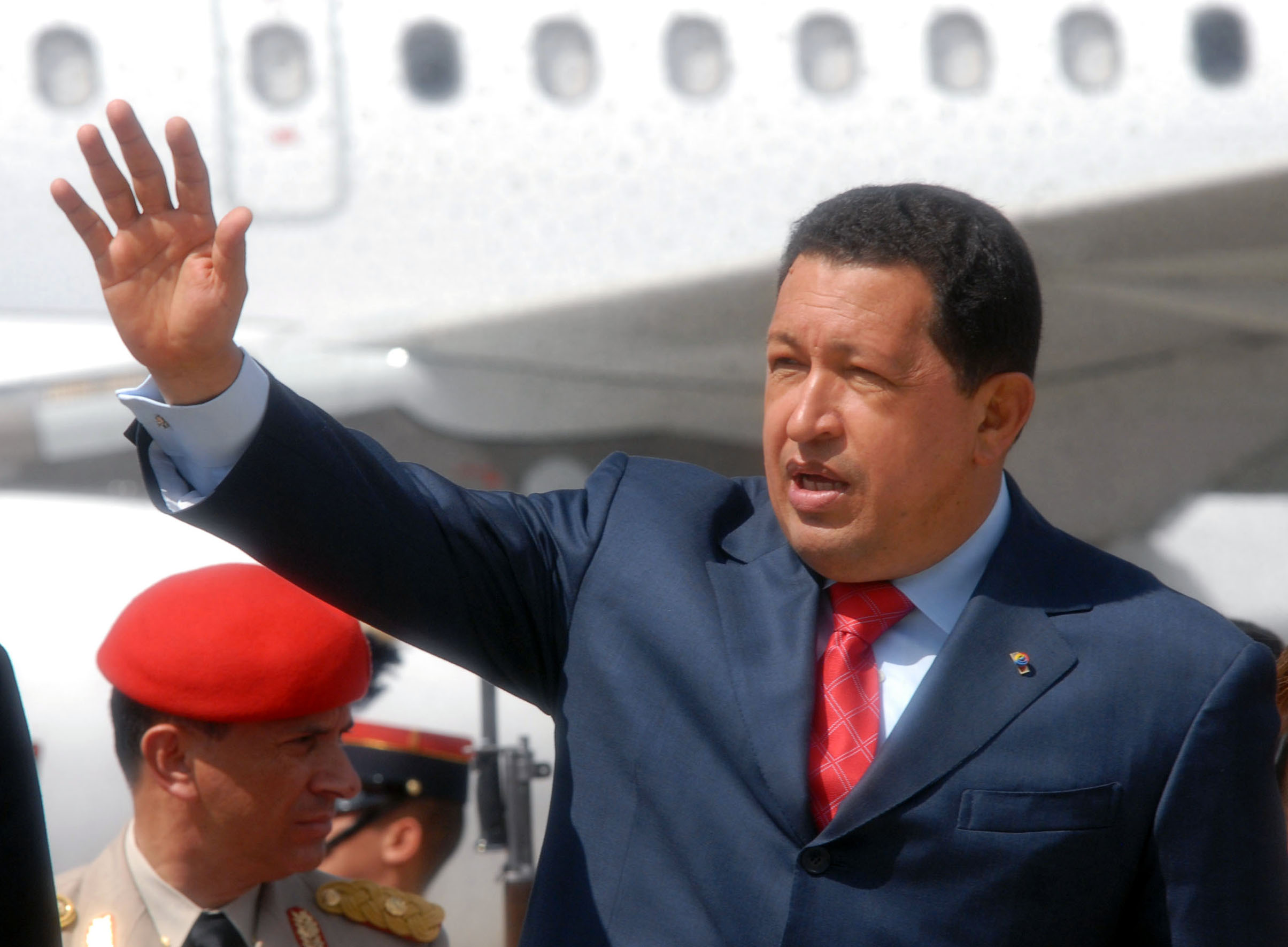
Hugo Chávez (2008)

Năm 2010, tỉ lệ lạm phát lên mức đỉnh điểm 27%, nằm trong số những nước có tỉ lệ lạm phát cao nhất thế giới, mặc dù Chính phủ Venezuela nỗ lực trợ giá các mặt hàng lương thực và xăng dầu. Hãng tin AAP dẫn nguồn thống kê của chính phủ cho biết lạm phát ở Venezuela năm 2011 sẽ tăng 28-30%. Trong những tháng đầu năm 2011, giá một phần bánh ngô đã tăng gấp đôi, từ 3,5 lên đến 7,5 bolivar (71.000 đồng).
Người dân đã tổ chức những cuộc phản đối mạnh mẽ hơn. Cùng với nguyên nhân thiếu hụt điện nước, những người phản đối cũng nói đến tình trạng mất kiểm soát đối với tội phạm khiến cho Venezuela đang có tỷ lệ tội phạm cao nhất thế giới. Người biểu tình án ngữ trong sân vận động khi diễn ra một trận đấu bóng chày để kêu gọi ông Chavez từ chức. Người biểu tình đã giương cao khẩu hiệu đậm chất thể thao: "Chavez, ông đã bị loại!" 
Bất chấp những chỉ trích trên, ông Chavez đã tiếp tục vượt qua cuộc bầu cử Tổng thống năm 2012 để đắc cử nhiệm kỳ thứ 3 liên tiếp và sẽ nắm quyền tới năm 2019. Kết quả chính thức cho thấy ông Chavez, được 54,42% số phiếu bầu, vẫn còn được sự tín nhiệm của tầng lớp lao động và người nghèo ở Venezuela, bất chấp sức khỏe của ông vẫn đang trong quá trình hồi phục từ bệnh ung thư. Tổng thống Chavez đã đổ hàng tỉ USD doanh thu từ dầu mỏ vào các chương trình chống đói nghèo ở Venezuela. Ông cũng khéo léo tận dụng khả năng hùng biện để tạo dựng một tình cảm chặt chẽ với quần chúng. Đây chính là những lý do giúp Chavez tiếp tục cương vị lãnh đạo đất nước sau kỳ bầu cử khó khăn.
Chiến thắng của Hugo Chavez đã dập tắt cơ hội tốt nhất trong 14 năm qua của phe đối lập nhằm giành quyền lãnh đạo đất nước có trữ lượng dầu thô lớn nhất Nam Mỹ. Ông Hugo Chavez đã củng cố thêm vai trò là một trong những nhà lãnh đạo lâu dài và nổi bật nhất trong lịch sử hiện đại của châu Mỹ Latin.

## Qua đời
Hugo Chavez được chẩn đoán bị ung thư vào tháng 6 năm 2011. Ông đã qua đời vào ngày 5 tháng 3 năm 2013, sau gần hai năm chống chọi với căn bệnh ung thư, hưởng dương 58 tuổi. Trước đó, ông đã nhập viện tại Caracas sau hai tháng chữa bệnh ở Cuba, nơi ông thực hiện ca phẫu thuật thứ tư.
Trong tháng 12 năm 2012, ông cho biết cần phải phẫu thuật thêm ở Cuba, đồng thời chỉ định ông Nicolas Maduro là người kế nhiệm trong trường hợp cần thiết. Ông Chavez qua đời chỉ 5 tháng sau khi tái đắc cử hồi tháng 10 vừa qua sau khi đánh bại ứng cử viên đối lập Henrique Capriles và ông được coi là nhà lãnh đạo đứng đầu phong trào cánh tả ở Mỹ Latinh, nhận được sự ủng hộ lớn lao từ nhân dân lao động. Sau thông báo về việc Tổng thống Hugo Chavez qua đời, Venezuela đã triển khai quân đội và cảnh sát trong bối cảnh nước này bước vào giai đoạn tiến hành quốc tang.
Tuyên bố 7 ngày quốc tang, Ngoại trưởng Venezuela Elias Jaua sau đó cho biết "buổi lễ chính thức" sẽ được tổ chức vào sáng ngày 8 tháng 3 năm 2013, tuy nhiên địa điểm chôn cất chưa được quyết định. Thi hài của Hugo Chavez sẽ được quàn trong 3 ngày tại một học viện quân sự kể từ ngày 6 tháng 3 năm 2013. 2 nước là Bolivia và Cuba cũng tuyên bố quốc tang trong ba ngày để tưởng nhớ tổng thống Hugo Chavez. Chính phủ Venezuela cho hay hơn 2 triệu người đã vào viếng ông chỉ trong 2 ngày đầu của tang lễ và con số này dự kiến còn tăng lên. Đoàn người xếp hàng dài tới hơn 2 km trong nhiều giờ với mong muốn được tới bên linh cữu nhà lãnh đạo quá cố. Dù rất mệt mỏi nhưng họ đều không có ý định từ bỏ, dù phải xếp hàng cả đêm để được vĩnh biệt cố tổng thống.
Phó tổng thống Nicolas Maduro cho hay, thi hài ông Chavez được lưu giữ vĩnh viễn để người dân có thể tiếp tục đến viếng. Sau ngày 8 tháng 3 năm 2013, thi hài ông Chavez sẽ được chuyển tới bảo tàng quân sự Caracas, nơi ông Chavez từng là một sĩ quan quân đội - bị bắt năm 1992 sau khi lãnh đạo một cuộc đảo chính bất thành, vốn lần đầu tiên đưa ông vào chính trường. Thi hài ông Chavez được trưng bày thêm ít nhất 7 ngày và sau đó sẽ được ướp.

## Đánh giá
Vào tháng 5 năm 2006, ông được vào danh sách 100 người có ảnh hưởng nhất của tạp chí The Times. Trong danh sách năm 2006 được biên soạn bởi tạp chí New Statesman của Anh, ông được bình chọn đứng thứ mười một trong danh sách "Những Anh hùng trong thời đại chúng ta".
Những người viết tiểu sử về ông là Marcano và Tyszka tin rằng chỉ trong vài năm của nhiệm kỳ tổng thống, ông "đã giành được vị trí của mình trong lịch sử như là tổng thống được yêu thương và thân thiện nhất của người dân Venezuela, tổng thống tạo nguồn cảm hứng từ lòng nhiệt thành lớn nhất và sự ảnh hưởng sâu sắc nhất thời đại
Hàng nghìn người dân Venezuela đổ ra đường trong nước mắt khi Hugo Chavez qua đời. Nhiều nước láng giềng để tang Chavez, nói rằng cái chết của ông là mất mát của khu vực. Bà Maria Alexandra, 46 tuổi, mẹ của 6 đứa con, cho biết trước thời ông, bà sống rất nghèo khổ. "Sau Jesus, có Hugo Chavez", bà nói. "Trước khi có ông, chúng tôi chẳng có gì. Chính phủ không quan tâm đến chúng tôi... Giờ bọn trẻ có mọi thứ".
Thắng cử lần đầu năm 1998, Chavez nổi tiếng bởi chính sách ủng hộ chủ nghĩa xã hội và tái phân phối của cải trong xã hội, phê phán nền kinh tế tự do kiểu mới. Ông đã đưa ra những chính sách tích cực và đạt được thành tựu đáng kể. Theo dữ liệu được tờ The Guardian của Anh công bố, Chavez, trong 10 năm đầu cầm quyền, đã đưa chỉ số GDP của Venezuela tăng gần gấp đôi, giảm tỷ lệ thất nghiệp và tử vong ở trẻ sơ sinh xuống một nửa. Số người dân cực nghèo giảm từ 23,4% vào năm 1999 xuống còn 8,5% sau một thập kỷ. Con số này đã khiến Venezuela trở thành quốc gia có tỷ lệ người nghèo đói thấp thứ ba Mỹ Latin. Lượng tuyển sinh vào các trường đại học tăng gấp đôi, hàng triệu người dân lần đầu tiên được hưởng dịch vụ chăm sóc sức khỏe và số lượng người được hưởng lương hưu tăng gấp 4 lần. Tổng sản phẩm quốc nội GDP đầu người của Venezuela năm 2011 đạt hơn 10.000 USD.
Ký giả Eva Golinger viết trên mục ý kiến của CNN như sau: "Nhà lãnh đạo từng trải qua một tuổi thơ nghèo khó trong những túp lều, phải bán bánh kẹo trên đường phố để kiếm tiền nuôi sống bản thân và gia đình, từng mơ ước sẽ có thể xây dựng được một quốc gia giàu có, tự chủ và có vị thế trên toàn cầu. Ông mong muốn mang tới cho tất cả mọi người cơ hội được có một el buenvivir - cuộc sống tốt đẹp, như ông vẫn từng nói".
Chavez thiết lập một hệ thống y tế cấp quốc gia, mang lại cơ hội chăm sóc sức khỏe cho hàng triệu người, trong số đó có những người chưa từng nhận bất cứ dịch vụ y tế nào. Chavez cho thi hành một chính sách quản lý mới, trong đó trao tiếng nói cho những người từng bị loại khỏi chính trường. Ông lập ra các hội đồng cấp cơ sở và những mạng lưới để chăm lo cho nhu cầu của người dân trên khắp nước. Roberto Galindez, một cựu vận động viên bóng rổ 32 tuổi, đã chuyển nghề trở thành kỹ sư điện toán, nói rằng tư tưởng "cách mạng Boliva" của Chavez sẽ sống mãi kể cả khi nhà lãnh đạo qua đời. "Lãnh tụ ra đi, nhưng lý tưởng của ông không bao giờ mất đi".

### Tranh cãi và phê phán
Hugo Chávez được xem là nhân vật gây đầy tranh cãi trên thế giới. Theo BBC, Chávez được đánh giá là một con người "tài giỏi, hùng biện tốt, hết lòng vì dân nhưng tham quyền lực" theo cách nhìn nhận của họ. Theo báo chí Nam Mỹ, Chávez được xem như là "người anh em vĩ đại của Mỹ Latin" và các quốc gia gồm Argentina, Chile, Bolivia, Cuba, Uruguay, Ecuador, Brasil và các nước Trung Mỹ cũng đã để tang để tưởng niệm Chávez. Các quốc gia khác có để tang gồm Iran, Việt Nam, Nga, Ukraina, Belarus, Tây Ban Nha, Syria, Trung Quốc, Philippines, Palestine và thậm chí là những nước thân Mỹ như Colombia, México, Bồ Đào Nha. Tổng thống Nga Vladimir Putin đã gọi cái chết của Chávez là "sự ra đi của một vĩ nhân", trong khi các lãnh đạo Nam Mỹ liên tục luyến tiếc. Đạo diễn Oliver Stone và diễn viên Sean Penn đã gọi Chávez là "người bạn lớn của hai người".
Sự phụ thuộc vào nguồn thu từ dầu mỏ ngày càng tăng và vẫn chưa được giải quyết. Chính sách Chávez được cho là chịu trách nhiệm về sự suy giảm đáng kể về năng suất và thiếu đầu tư mới và cải tiến kỹ thuật của các công ty dầu khí nhà nước PDVSA. Ngay cả những người ủng hộ Chávez như nhà báo và nhà kinh tế Mark Weisbrot cũng cáo buộc ông thất bại trong chính sách kinh tế và sự lệ thuộc quá lớn vào kinh doanh dầu.
Theo giáo sư Kinh tế và khoa học quản trị kinh doanh ở Caracas Michael Penfold-Becerra đã xem công tác Bolivar (Missión Bolivar), sử dụng ngân sách từ một đến hai tỷ euro cho các chương trình xã hội lớn nhất trong khu vực, chỉ có mục đích phân phối nguồn thu từ dầu mỏ đến với người dân có thu nhập thấp nhất, trong ý nghĩa của sự bao cấp chính trị cổ điển để "mua phiếu bầu" và lòng dân. Một kết luận tương tự cũng được báo Neue Zurcher Zeitung viết trong cáo phó về Chavez: "Đầu tiên và trước hết, Chávez đã mở rộng hệ thống chính trị dựa trên các mối quan hệ cá nhân hơn là giá trị cá nhân, từ tầng lớp trung lưu xuống tầng lớp dưới thấp. Missión của ông đã bố thí cho phần lớn dân số - nhưng ngoài ra hầu như không còn gì nữa". Việc dùng tiền thu nhập từ dầu mỏ để chi phí quá rộng cho các chính sách xã hội, mà thay vì đầu tư cho công nghiệp và phát triển bền vững đã làm dầu mỏ chiếm tới 95% thu nhập ngoại tệ của Venezuela, và khi giá dầu mỏ xuống thấp (như đầu năm 2015) đã đẩy kinh tế Venezuela vào cảnh khủng hoảng, chính phủ đang rất khó khăn để duy trì các chương trình xã hội đầy tham vọng và việc thiếu thốn các mặt hàng thiết yếu làm người dân bất mãn.
Phe đối lập thường tố cáo hệ thống chính trị "gia đình trị" dưới thời Chávez. Cha của Chávez là thống đốc bang Barinas, và từ năm 2008, anh trai cả của ông là Adán Chávez là thống đốc ở đó. Người anh Argenis kể từ năm 2011 là Thứ trưởng về Phát triển tại Bộ Điện lực. Người anh José Aníbal là thị trưởng của thành phố Alberto Arvelo Torrealba. Con rể ông là Jorge Arriaza là Bộ trưởng Bộ Năng lượng, Khoa học, Công nghệ và Đổi mới. Con gái nhỏ của ông là Rosainés, 14 tuổi vào tháng 1 năm 2012, đã từng đưa hình lên Instagram với một nắm tiền dollars trong tay, mặc dù ở Venezuela cấm gắt gao việc buôn bán và giữ ngoại tệ.
Các tổ chức nhân quyền như Ân Xá Quốc tế, Tổ chức Theo dõi Nhân quyền thường lên tiếng là dưới thời Hugo Chávez, các chính trị gia đối lập, các nhà báo và người bảo vệ nhân quyền thường xuyên bị "quấy rối, đe dọa, làm sợ hãi và kiện cáo với những lý do mong manh".
Vào giữa tháng 5 năm 2015, một cuốn sách mới của một nhà báo Tây Ban Nha làm sáng tỏ hơn về các liên kết bị cáo buộc giữa các quan chức Venezuela thân Chavez và các tay buôn bán ma túy lớn ở trong nước. Trong cuốn "Boomerang Chávez," Emili J. Blasco, phóng viên Washington DC cho phương diện báo chí ABC của Tây Ban Nha, viết về việc cáo buộc tài trợ buôn bán ma túy của các quan chức chính phủ, trong đó Blasco khẳng định bắt đầu dưới nhiệm kỳ Tổng thống của Hugo Chávez. Nguồn tin của Blasco hầu hết được ông lấy từ các phỏng vấn với Leamsy Salazar, cựu giám đốc an ninh cho Chủ tịch Quốc hội Diosdado Cabello và một cựu thành viên của chi tiết bảo mật của Chavez, người đào ngũ khỏi quân đội vào đầu năm 2015 và khai báo với giới truyền thông Mỹ về cáo buộc liên kết buôn bán ma túy của Cabello. Trong một ví dụ trong cuốn sách, Salazar mô tả một cảnh năm 2007 tại một trang trại gần biên giới Venezuela và Colombia, nơi Chávez đàm phán với các lãnh đạo du kích FARC đối với việc giao dịch vận chyển ma túy từ họ để đổi lấy vũ khí và thiết bị quân sự. Salazar nói rằng sau cái chết của Chávez, Cabello trở thành người tổ chức các hoạt động buôn bán ma túy và tội phạm của chính phủ Venezuela.

#### Sách
- Ali, Tariq (2006). Pirates of the Caribbean: Axis of Hope. London and New York: Verso. ISBN 978-1-84467-102-1.Quản lý CS1: nhiều tên: danh sách tác giả (liên kết)
- Brewer-Carías, Allan (2010). Dismantling Democracy in Venezuela: The Chávez Authoritarian Experiment. Cambridge and New York: Cambridge University Press. ISBN 978-0-521-19587-4.Quản lý CS1: nhiều tên: danh sách tác giả (liên kết)
- Bruce, Iain (2008). The Real Venezuela: Making Socialism in the 21st century. London: Pluto Press. ISBN 978-0-7453-2736-5.Quản lý CS1: nhiều tên: danh sách tác giả (liên kết)
- Cannon, Barry (2009). Hugo Chávez and the Bolivarian Revolution: Populism and Democracy in a Globalised Age. Manchester: Manchester University Press. ISBN 978-0-7190-7771-5.Quản lý CS1: nhiều tên: danh sách tác giả (liên kết)
- Corrales, Javier and Penfold, Michael (2011). Dragon in the Tropics: Hugo Chávez and the Political Economy of Revolution in Venezuela. Washington D.C.: Brookings Institution Press. ISBN 978-0-8157-0497-3.Quản lý CS1: nhiều tên: danh sách tác giả (liên kết)
- Gates, Leslie C. (2010). Electing Chávez: The Business of Anti-Neoliberal Politics in Venezuela. Pittsburgh, Pennsylvania: University of Pittsburgh Press. ISBN 978-0-8229-6064-5.Quản lý CS1: nhiều tên: danh sách tác giả (liên kết)
- Gott, Richard (2005). Hugo Chávez and the Bolivarian Revolution in Venezuela. London and New York: Verso. ISBN 978-1-84467-533-3.Quản lý CS1: nhiều tên: danh sách tác giả (liên kết)
- Hawkins, Kirk A. (2010). Venezuela's Chavismo and Populism in Comparative Perspective. New York: Cambridge University Press. ISBN 978-0-521-76503-9.Quản lý CS1: nhiều tên: danh sách tác giả (liên kết)
- Jones, Bart (2007). Hugo! The Hugo Chávez Story from Mud Hut to Perpetual Revolution. Hanover, New Hampshire: Steerforth Press. ISBN 978-1-58642-135-9.Quản lý CS1: nhiều tên: danh sách tác giả (liên kết)
- Kozloff, Nicholas (2006). Hugo Chávez: Oil, Politics, and the Challenge to the United States. New York: Palgrave Macmillan. ISBN 978-1-4039-7315-3.Quản lý CS1: nhiều tên: danh sách tác giả (liên kết)
- Kozloff, Nicholas (2008). Revolution!: South America and the Rise of the New Left. New York: Palgrave Macmillan. ISBN 978-0-230-61754-4.Quản lý CS1: nhiều tên: danh sách tác giả (liên kết)
- Marcano, Christina and Tyszka, Alberto Barrera (2007). Hugo Chávez: The Definitive Biography of Venezuela's Controversial President. New York: Random House. ISBN 978-0-679-45666-7.Quản lý CS1: nhiều tên: danh sách tác giả (liên kết)
- McCaughan, Michael (2005). The Battle of Venezuela. New York: Seven Stories Press. ISBN 978-1-58322-680-3.Quản lý CS1: nhiều tên: danh sách tác giả (liên kết)
- Tarver, H. Michael and Frederick, Julia C. (2005). The History of Venezuela. Westport, Connecticut: Greenwood Publishing Group. ISBN 978-0-313-33525-9.Quản lý CS1: nhiều tên: danh sách tác giả (liên kết)
- Trinkunas, Harold A. (2005). Crafting Civilian Control of the Military in Venezuela: A Comparative Perspective. Chapel Hill, North Carolina: University of North Carolina Press. ISBN 978-0-8078-5650-5.Quản lý CS1: nhiều tên: danh sách tác giả (liên kết)
- Wilpert, Gregory (2007). Changing Venezuela by Taking Power: The History and Policies of the Chávez Government. London and New York: Verso. ISBN 978-1-84467-552-4.Quản lý CS1: nhiều tên: danh sách tác giả (liên kết)
- Woods, Alan (2006). The Venezuelan Revolution: A Marxist Perspective (Third Edition). London: Well Red Books. ISBN 978-1-900007-21-4.Quản lý CS1: nhiều tên: danh sách tác giả (liên kết)

#### Bài viết hàn lâm
- Ellner, Steve, S. (2002). “The 'Radical' Thesis on Globalization and the Case of Venezuela's Hugo Chávez”. Latin American Perspectives. Thousand oaks, California: SAGE Publications. 29 (6): 88–93. doi:10.1177/0094582X0202900609. ISSN 0094-582X. JSTOR 3185001.Quản lý CS1: nhiều tên: danh sách tác giả (liên kết)
- Gibbs, Terry, T. (2006). “Business as Usual: what the Chávez era tells us about democracy under globalisation”. Third World Quarterly. London: Routledge. 27 (2): 265–279. doi:10.1080/01436590500492931. JSTOR 4017674.Quản lý CS1: nhiều tên: danh sách tác giả (liên kết)
- López Maya, Margarita (2003). “Hugo Chávez Frías: His Movement and His Presidency”.  Trong Ellner, Steve; Hellinger, Daniel (biên tập). Venezuelan Politics in the Chávez Era: Class, Polarization and Conflict. Boulder: Lynne Riener. tr. 73–92. ISBN 978-1-58826-297-4.Quản lý CS1: nhiều tên: danh sách tác giả (liên kết)
- Ramírez, Cristóbal Valencia, C. b. V. (2005). “Venezuela's Bolivarian Revolution: Who Are the Chavistas?”. Latin American Perspectives. Thousand Oaks, California: SAGE Publications. 32 (3): 79–97. doi:10.1177/0094582X05275532. JSTOR 30040243.Quản lý CS1: nhiều tên: danh sách tác giả (liên kết)
- Sylvia, Ronald D. and Danopoulos, Constantine P., R. D.; Danopoulos, C. P. (2003). “The Chávez Phenomenon: Political Change in Venezuela”. Third World Quarterly. London: Routledge. 24 (1) (1): 63–76. doi:10.1080/713701367. JSTOR 3993630.Quản lý CS1: nhiều tên: danh sách tác giả (liên kết)
- Zúquete, José Pedro, José Pedro (Spring 2008). “The Missionary Politics of Hugo Chávez”. Latin American Politics and Society. Hoboken, New Jersey: Wiley-Blackwell. 50 (1): 91–121. doi:10.1111/j.1548-2456.2008.00005.x. JSTOR 30130840.Quản lý CS1: nhiều tên: danh sách tác giả (liên kết)

#### Bài viết và tường thuật tin tức
- Alford, Deann (ngày 14 tháng 10 năm 2005). “Venezuela to Expel New Tribes Mission”. Christianity Today. Carol Stream, Illinois: Christianity Today International. Bản gốc lưu trữ ngày 22 tháng 11 năm 2008. Truy cập ngày 25 tháng 3 năm 2011.Quản lý CS1: nhiều tên: danh sách tác giả (liên kết)
- Beaumont, Peter (ngày 7 tháng 5 năm 2006). “The new kid in the barrio”. The Observer. London: Guardian Media Group. Truy cập ngày 25 tháng 3 năm 2011.Quản lý CS1: nhiều tên: danh sách tác giả (liên kết)
- Bellos, Alex (ngày 17 tháng 12 năm 1999). “New Venezuela hands Chávez wide powers”. The Guardian. London: Guardian Media Group. Truy cập ngày 25 tháng 3 năm 2011.Quản lý CS1: nhiều tên: danh sách tác giả (liên kết)
- Carl, Traci (ngày 11 tháng 1 năm 2007). “Nicaragua's Ortega Signs Trade Pact”. The Washington Post. Washington D.C.: The Washington Post Company. Truy cập ngày 12 tháng 5 năm 2011.Quản lý CS1: nhiều tên: danh sách tác giả (liên kết)
- Carroll, Rory (ngày 16 tháng 2 năm 2009). “Hugo Chávez wins referendum allowing indefinite re-election”. The Guardian. London: Guardian Media Group. Truy cập ngày 27 tháng 3 năm 2011.Quản lý CS1: nhiều tên: danh sách tác giả (liên kết)
- Chulov, Martin (ngày 3 tháng 3 năm 2011). “Libyan rebels reject Hugo Chávez mediation offer”. The Guardian. London: Guardian Media Group. Truy cập ngày 25 tháng 3 năm 2011.Quản lý CS1: nhiều tên: danh sách tác giả (liên kết)
- Cowley, Jason (ngày 22 tháng 5 năm 2006). “Heroes of our time – the top 50”. New Statesman. London. Truy cập ngày 27 tháng 3 năm 2011.Quản lý CS1: nhiều tên: danh sách tác giả (liên kết)
- Padgett, Tim (ngày 18 tháng 4 năm 2005). “Hugo Chávez: The Radical with Deep Pockets”. Time. New York City: Time Inc. Bản gốc lưu trữ ngày 7 tháng 3 năm 2013. Truy cập ngày 25 tháng 3 năm 2011.Quản lý CS1: nhiều tên: danh sách tác giả (liên kết)
- Padgett, Tim (ngày 30 tháng 4 năm 2006). “Hugo Chávez: Leading the Left Wing Charge”. Time. New York City: Time Inc. Bản gốc lưu trữ ngày 5 tháng 4 năm 2013. Truy cập ngày 25 tháng 3 năm 2011.Quản lý CS1: nhiều tên: danh sách tác giả (liên kết)
- Padgett, Tim (ngày 3 tháng 3 năm 2008). “War Drums in Latin America”. Time. New York City: Time Inc. Bản gốc lưu trữ ngày 6 tháng 3 năm 2013. Truy cập ngày 25 tháng 3 năm 2011.Quản lý CS1: nhiều tên: danh sách tác giả (liên kết)
- Pretel, Enrique Andres (ngày 21 tháng 9 năm 2009). “Venezuela exhumes unnamed dead in riot investigation”. London: Reuters. Bản gốc lưu trữ ngày 28 tháng 5 năm 2013. Truy cập ngày 30 tháng 3 năm 2011.Quản lý CS1: nhiều tên: danh sách tác giả (liên kết)
- Romero, Simon (ngày 16 tháng 2 năm 2010). “Purging Loyalists, Chávez Tightens His Inner Circle”. The New York Times. New York City: The New York Times Company. Truy cập ngày 10 tháng 4 năm 2011.Quản lý CS1: nhiều tên: danh sách tác giả (liên kết)
- Shifter, Michael, M. (2006). “In Search of Hugo Chávez”. Foreign Affairs. New York City: Council on Foreign Relations. 85 (3): 45–59. doi:10.2307/20031966. JSTOR 20031966. Đã định rõ hơn một tham số trong |newspaper= và |journal= (trợ giúp)Quản lý CS1: nhiều tên: danh sách tác giả (liên kết)
- “Chávez to nationalise Venezuelan gold industry”. The Guardian. London: Guardian Media Group. ngày 18 tháng 8 năm 2011. Truy cập ngày 15 tháng 10 năm 2011.
- “Chávez offers oil to Europe's poor”. The Observer. London: Guardian Media Group. ngày 14 tháng 5 năm 2006. Truy cập ngày 27 tháng 3 năm 2011.
- “Chávez wins Venezuela re-election”. London: BBC News. ngày 4 tháng 12 năm 2006. Truy cập ngày 27 tháng 3 năm 2011.
- “Venezuela President Hugo Chávez meets Libyan delegation”. London: BBC News. ngày 26 tháng 4 năm 2011. Truy cập ngày 11 tháng 5 năm 2011.
- “Venezuela President Hugo Chávez in middle class appeal”. London: BBC News. ngày 30 tháng 7 năm 2011. Truy cập ngày 30 tháng 7 năm 2011.
- “50 People Who Matter 2010: 10. Hugo Chávez”. New Statesman. London. ngày 21 tháng 9 năm 2010. Truy cập ngày 27 tháng 3 năm 2011.

#### Phỏng vấn
- Sackur, Stephen (ngày 15 tháng 6 năm 2010). “Hugo Chávez, President of Venezuela”. HARDtalk. London: British Broadcasting Corporation. Truy cập ngày 25 tháng 3 năm 2011. Đã định rõ hơn một tham số trong author-name-list parameters (trợ giúp)Quản lý CS1: nhiều tên: danh sách tác giả (liên kết)

#### Trang tin điện tử và xuất bản phẩm điện tử
- Ellner, Steve (ngày 17 tháng 10 năm 2005). “Venezuela's "Demonstration Effect": Defying Globalization's Logic”. Venezuela Analysis. Truy cập ngày 30 tháng 3 năm 2011.Quản lý CS1: nhiều tên: danh sách tác giả (liên kết)
- O'Keefe, Derrick (ngày 9 tháng 3 năm 2005). “Building a democratic, humanist socialism”. ZCommunications. Truy cập ngày 30 tháng 3 năm 2011.Quản lý CS1: nhiều tên: danh sách tác giả (liên kết)
- Wilpert, Gregory (ngày 27 tháng 8 năm 2003). “Venezuela's New Constitution”. Venezuela Analysis. Truy cập ngày 3 tháng 5 năm 2011.Quản lý CS1: nhiều tên: danh sách tác giả (liên kết)
- Trinkunas, Harold and McCoy, Jennifer (tháng 2 năm 1999). “Observation of the 1998 Venezuelan Elections: A Report of the Council of Freely Elected Heads of Government” (PDF). Atlanta, Georgia: The Carter Centre. Truy cập ngày 21 tháng 3 năm 2011.Quản lý CS1: nhiều tên: danh sách tác giả (liên kết)
- “Del Caracazo Case”. Inter-American Court of Human Rights. ngày 11 tháng 11 năm 2011. Truy cập ngày 21 tháng 3 năm 2011.
- “Venezuela: Hugo Chávez's Revolution”. International Crisis Group. ngày 22 tháng 2 năm 2007. Truy cập ngày 8 tháng 4 năm 2011.